# Stanhopea × herrenhusana
Stanhopea × herrenhusana là một loài thực vật có hoa trong họ Lan. Loài này được Jenny miêu tả khoa học đầu tiên năm 1989.

## Hình ảnh

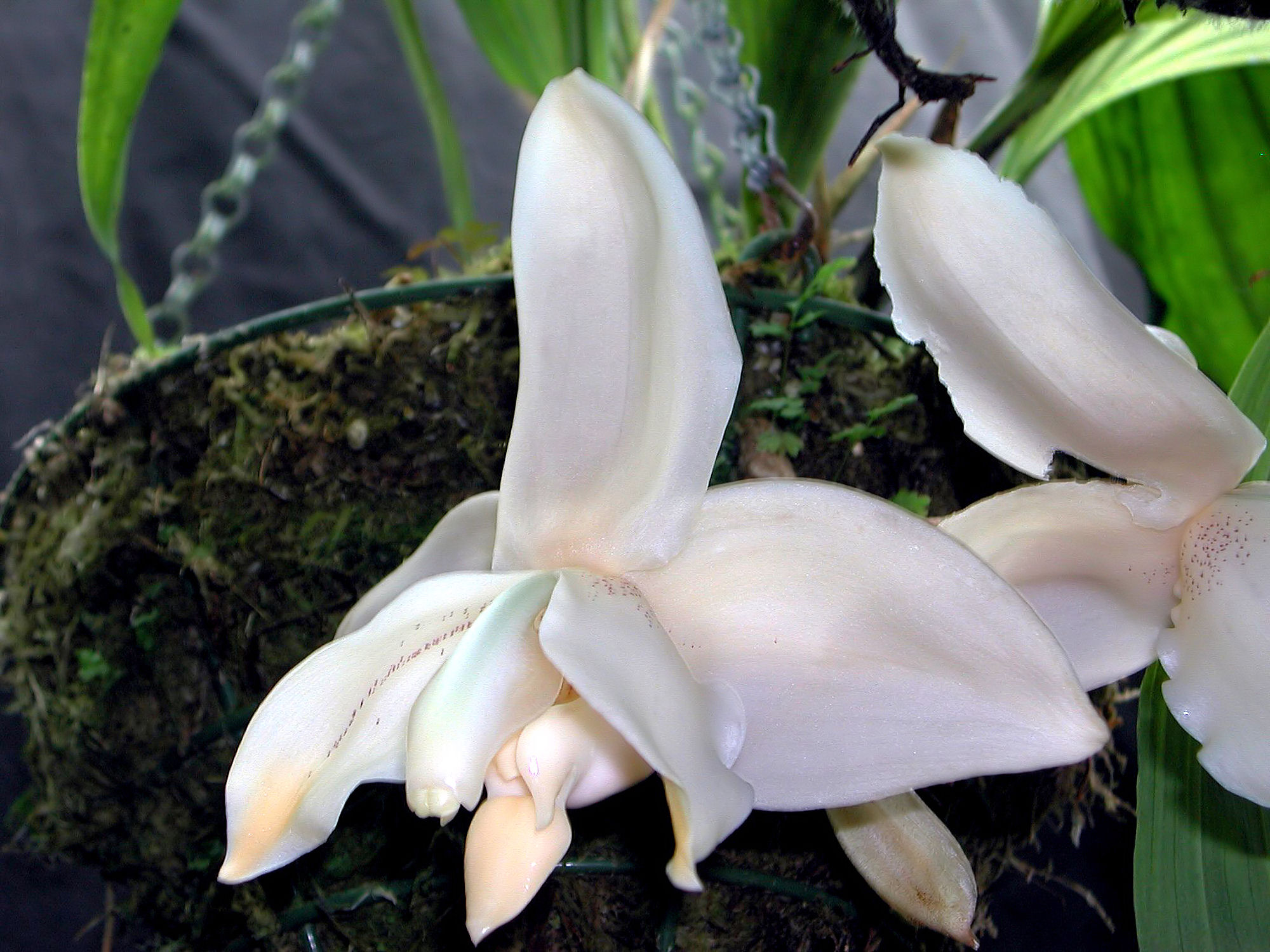